# 紹泰
紹泰（555年十月—556年八月）是南朝梁政權梁敬帝蕭方智的年号，共计近1年。

## 纪年
| 紹泰 | 元年  | 二年  |
| ---- | ----- | ----- |
| 公元 | 555年 | 556年 |
| 干支 | 乙亥  | 丙子  |

## 参看
- 中国年号索引
- 同期存在的其他政权年号
  - 天保（550年五月—559年十二月）：北齊政权北齊文宣帝高洋年号
  - 大定（555年正月—562年正月）：西梁政權梁宣帝蕭詧的年号
  - 建昌（555年—560年）：高昌政权麴寶茂年号
  - 開國（551年—568年）：新羅真興王的年號